# Canthon luteicollis
Canthon luteicollis là một loài bọ cánh cứng trong họ Bọ hung (Scarabaeidae).